# Seth (nome)
Seth  è un nome proprio di persona inglese maschile.

## Varianti in altre lingue
- Bielorusso: Сіф (Sif)
- Bulgaro: Сит (Sit)
- Catalano: Set[2]
- Ceco: Šét
- Croato: Šet
- Ebraico: שֵׁת (Shet, Sheth)[1]
- Estone: Sett
- Francese: Seth
- Greco biblico: Σηθ (Seth)[1]
- Greco moderno: Σηθ (Sīt)
- Italiano: Set[3][4]
- Latino: Seth[1][3]
- Occitano: Sèt
- Olandese: Seth
- Polacco: Set
- Portoghese: Sete
- Russo: Сиф (Sif)
- Serbo: Сит (Sit)
- Slovacco: Šét
- Spagnolo: Set[2]
- Tedesco: Set
- Ucraino: Сет (Set)
- Ungherese: Sét

## Origine e diffusione

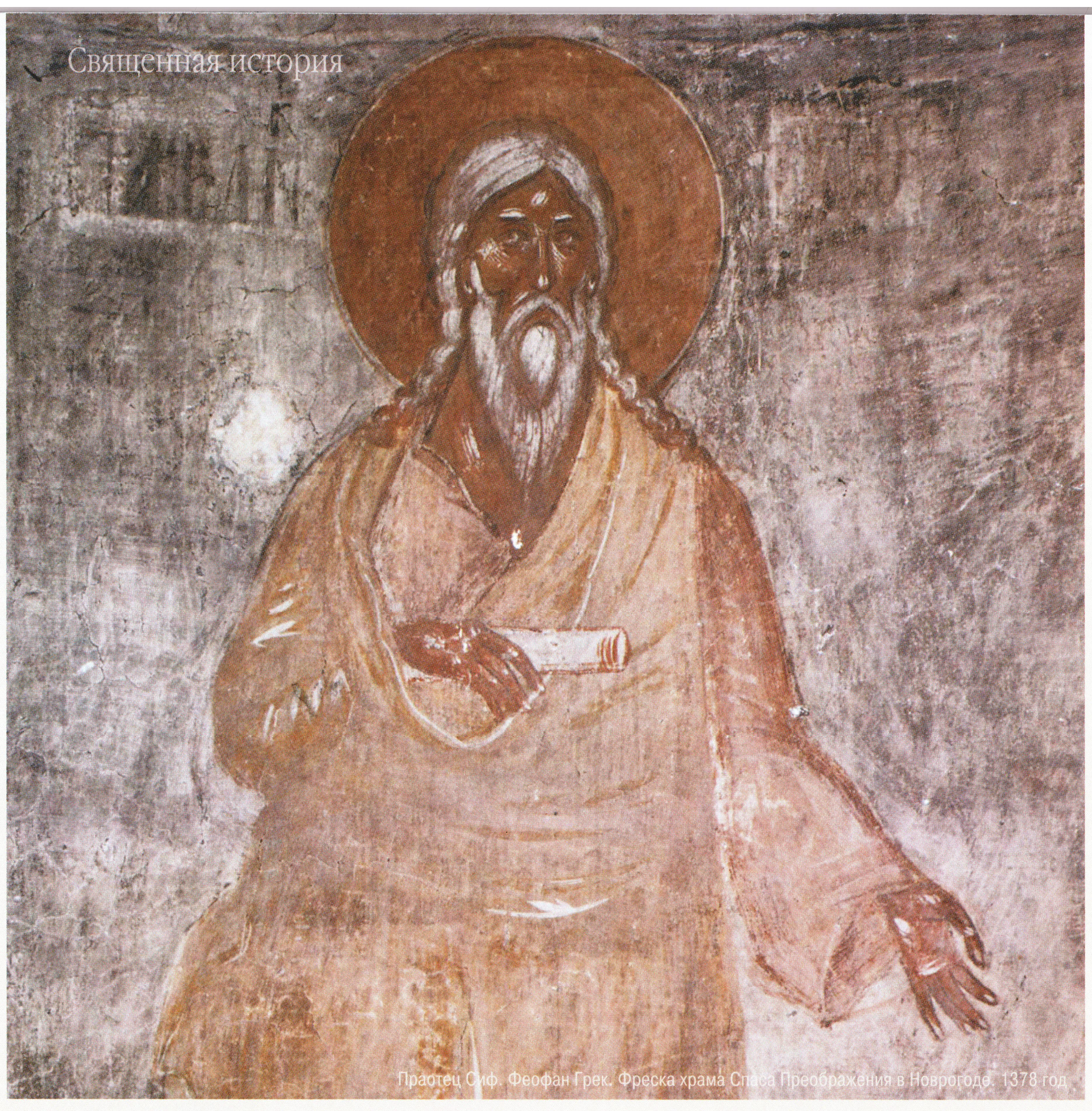
Affresco di Teofane il Greco raffigurante Set

Si tratta di un nome biblico, portato nel libro della Genesi da Set, il terzo figlio di Adamo ed Eva che venne dato loro in sostituzione di Abele (Ge (5:3); deriva dall'ebraico שֵׁת (Sheth), basato sul verbo shith ("mettere", "stabilire"), quindi il suo significato è "posto", "stabilito [da Dio]", o "Egli pose". Alcune fonti lo riconducono a sit ("sostituire"), quindi "sostituto", "dato in vece", significato che è condiviso dal nome Salomè.
Nella forma Seth, gode di un buon uso in inglese, dove ha cominciato ad essere utilizzato in seguito alla riforma protestante. Il suo uso in Italia è invece scarsissimo, limitato alle comunità ebraiche.
Va notato che questo nome risulta omografo a quello di Seth o Set, la nota divinità egizia del caos, del deserto e della distruzione; tale nome deriva da Σήθ (Seth), la forma ellenizzata dell'antico egizio Swtkh (o Sutekh), il cui significato potrebbe essere "pilastro" oppure "bagliore", "luce accecante".

## Onomastico
L'onomastico ricade il 1º marzo in ricordo del già citato Set, figlio di Adamo ed Eva, patriarca biblico.

## Persone
- Seth Adkins, attore statunitense

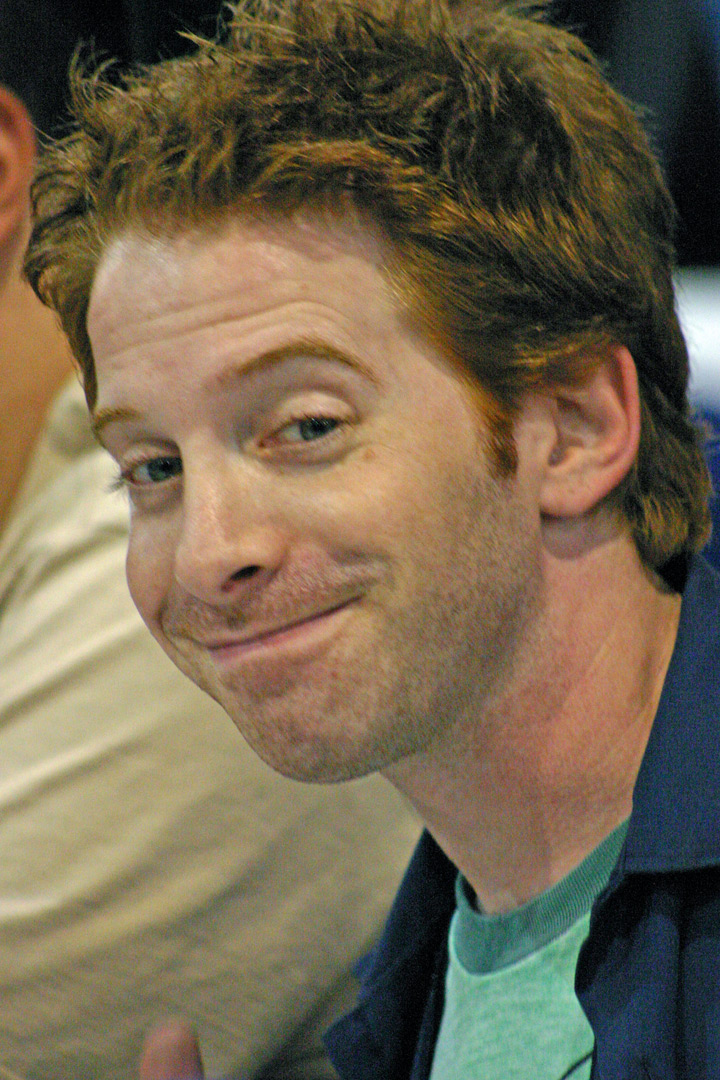
Seth Green

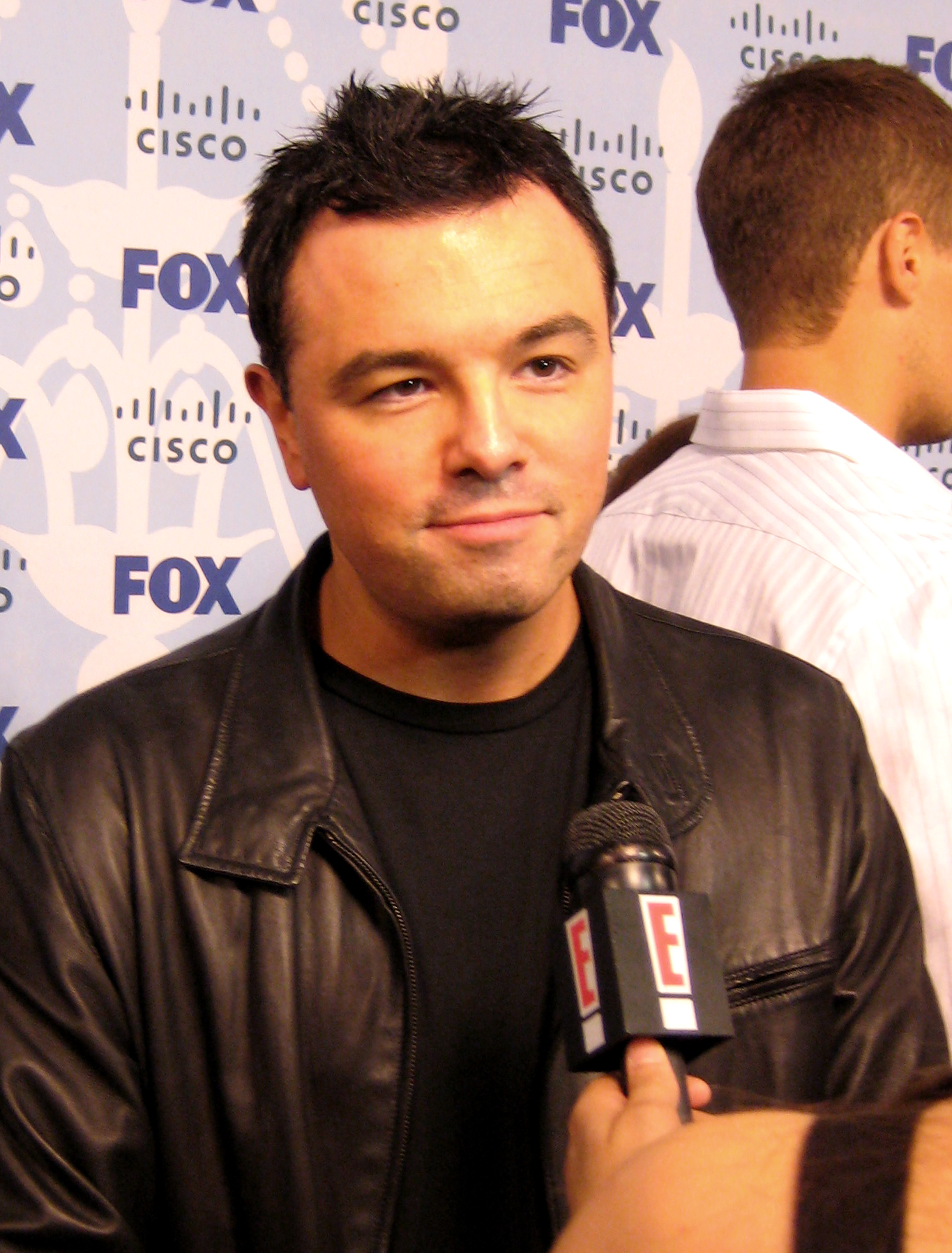
Seth MacFarlane

- Seth Adonkor, calciatore ghanese naturalizzato francese
- Seth Carlo Chandler, astronomo statunitense
- Seth Doliboa, cestista statunitense
- Seth Eastman, pittore statunitense
- Seth Gabel, attore statunitense
- Seth Gordon, regista, produttore cinematografico e montatore statunitense
- Seth Grahame-Smith, scrittore, fumettista, autore televisivo e produttore televisivo statunitense
- Seth Green, attore, doppiatore e produttore statunitense
- Seth Kane Kwei, scultore ghanese
- Seth Lakeman, musicista, cantante e compositore britannico
- Seth Lloyd, fisico e informatico statunitense
- Seth Lover, inventore statunitense
- Seth MacFarlane, animatore, produttore televisivo, sceneggiatore, doppiatore e cantante statunitense
- Seth Barnes Nicholson, astronomo statunitense
- Seth Rogen, attore, sceneggiatore, produttore cinematografico e doppiatore canadese
- Seth Smith, giocatore di baseball statunitense
- Seth Smith, attore statunitense
- Seth Stammler, calciatore statunitense
- Seth Wand, giocatore di football americano statunitense

## Il nome nelle arti
- Seth è un personaggio della serie animata Di-Gata Defenders.
- Seth è un personaggio della serie televisiva Stargate SG-1.
- Seth è un personaggio della serie di videogiochi Street Fighter.
- Seth Clearwater è un personaggio della serie di romanzi della saga di Twilight, scritta da Stephenie Meyer.
- Seth Cohen è un personaggio della serie televisiva The O.C..
- Seth Diodoros è un personaggio della saga Covenant e della saga spin-off Titan, entrambe scritte da Jennifer L. Armentrout.
- Seth Hazlitt è un personaggio della serie televisiva La signora in giallo.
- Seth Nightroad è un personaggio del manga e anime Trinity Blood.
- Seth Norris è un personaggio della serie televisiva Lost.
- Seth Rollins, ring name del wrestler Colby Lopez.